# Morimus ganglbaueri
Morimus ganglbaueri là một loài bọ cánh cứng trong họ Cerambycidae.